# Corpus Inscriptionum Latinarum
Corpus Inscriptionum Latinarum (CIL) je obsežna zbirka starih latinskih napisov in verodostojen vir ohranjenih napisov klasične antike. Javni in osebni napisi osvetljujejo vse vidike rimskega življenja in zgodovine. Korpus se stalno dopolnjuje z novimi izdajami in dodatki. 
CIL ureja Berlinsko-Brandenburška akademije znanosti in humanistike, ki je odgovorna za zbiranje podatkov in objavo latinskih napisov. Akademijo je leta 1853 jo je ustanovil Theodor Mommsen in je prva in glavna organizacija, katere cilj so celovite raziskave. 

## Cilj
CIL je zbirka latinskih napisov s celotnega ozemlja Rimskega cesarstva, razvrščena  geografsko.  Večina napisov iz starejših zvezkov je bila že objavljena v številnih drugih publikacijah. Opisi v CIL vključujejo tudi slike originalnega napisa, če so na voljo, risbe ter rekonstrukcije okrajšav in manjkajočih besed in razprave o odprtih vprašanjih in težavah. Jezik CIL je latinščina. 

## Začetki
Leta 1847 je bil v Berlinu ustanovljen odbor, katerega namen je bil objaviti organizirano zbirko latinskih napisov, ki jih je pred tem v preteklih stoletjih po delih opisalo na stotine učenjakov. Vodilna osebnost tega odbora je bil Theodor Mommsen, ki je sam napisal več zvezkov napisov, najdenih  v Italiji. Velik del njegovega dela je vključeval opise z njegovih obiskov najdišč, da bi bili opisi čim bolj istovetni z izvirnikom. V primerih, ko predhodno citiranega napisa ni bilo več mogoče najti, so avtorji poskušali pridobiti čim bolj natančno vsebino s primerjavo različic objavljenega napisa v delih prejšnjih avtorjev. Prvi zvezek je izšel leta 1863. 

## Trenutno stanje
CIL trenutno sestavlja 17 zvezkov v približno 70 delih, ki beležijo približno 180.000 napisov. V trinajstih dodatnih zvezkih so preglednice in posebna kazala. Prvi zvezek v dveh delih zajema najstarejše napise do konca Rimske republike. Zvezki od II do XIV so razdeljeni geografsko po regijah, kjer so bili najdeni. Drugi zvezki pokrivajo druge teme. Zvezek XVII je na primer v celoti posvečen mejnikom. Načrtovan je zvezek XVIII, ki bo vseboval carmina latina epigraphica (latinski napisi v verzih). Leta 2003 je izšlo Kazalo številk v dveh zvezkih, ki povezuje številke napisov s številkami zvezkov.
Akademija znanosti in humanistike Berlin-Brandenburg nadaljuje s posodabljanjem in ponatisom CIL.

## Kazalo
Seznam zvezkov z datumom njihove prve objave:
- Zv. I: Inscriptiones Latinae antiquissimae ad C. Caesaris mortem (1893) (Najstarejši latinski napisi do smrti Julija Cezarja)
- Zv. II: Inscriptiones Hispaniae Latinae (1892) (Napisi Latinske Hispanije)
- Zv. III: Inscriptiones Asiae, provinciarum Europae Graecarum, Illyrici Latinae (1873) (Napisi Azije, grških provinc Evrope in Latinskega Ilirika)
- Zv. IV: Inscriptiones parietariae Pompeianae, Herculanenses Stabianae (1871) (Napisi na zidovih Pompejev in Herkulaneja)
- Zv. V: Inscriptiones Galliae Cisalpinae Latinae (1872) (Napisi latinske Cisalpske Galije)
- Zv. VI: Inscriptiones Urbis Romae Latinae (1876) (Napisi latinskega mesta Rima)
- Zv. VII: Inscriptiones Britanniae Latinae (1873) (Napisi latinske Britanije)
- Zv. VIII:  Inscriptiones Africae Latinae (1881) (Napisi latinske Afrike)
- Zv. IX: Inscriptiones Calabriae, Apuliae, Samnii, Sabinorum, Piceni Latinae (1883) (Napisi Kalabrije, Apulije, Samnija, Sabinije in Picene)
- Zv. X: Inscriptiones Bruttiorum, Lucaniae, Campaniae, Siciliae, Sardiniae Latinae (1883) (Napisi Brutije, Lukanije, Kampanije, Sicilije in Latinske Sardinije)
- Zv. XI: Inscriptiones Aemiliae, Etruriae, Umbriae Latinae (1888) (Napisi Emilije, Etrurije in Umbrije)
- Zv. XII: Inscriptiones Galliae Narbonensis Latinae (1888) (Napisi Narbonske Galije)
- Zv. XIII: Inscriptiones trium Galliarum et Germaniarum Latinae (1899) (Napisi treh Galij in latinske Germanije)
- Zv. XIV: Inscriptiones Latii veteris Latinae (1887) (Napisi Lacija v stari latinščini)
- Zv. XV: Inscriptiones Urbis Romae Latinae. Instrumentum domesticum (1891) (Napisi latinskega mesta Rima)
- Zv. XVI: Diplomata militaria (1936) (Vojaške diplome)
- Zv. XVII: Miliaria Imperii Romani (1986) (Miljniki Rimskega cesarstva)

## Vir
- Cébeillac-Gervasoni, Mireille; Caldelli, Maria Letizia; Zevi, Fausto (2006). Épigraphie latine. Armand Colin. ISBN 2-200-21774-9. OCLC 470566532.